# Заслуженный артист Татарской АССР
Заслуженный артист Татарской АССР — почётное звание, установленное в Татарской АССР. Учреждено 28 января 1926 года, когда в Казани состоялось заседание, посвященное двадцатилетнему юбилею татарского театра. Награждается за заслуги в области искусства. Лицам, удостоенным звания «Заслуженный артист Татарской АССР», вручается грамота Президиума Верховного Совета Татарской АССР.

## Заслуженные артисты Татарской АССР

### 1926 год
- Мухтар Исхакович Мутин (тат. Мөхтәр Исхак улы Мутин; 2 января 1886 — 3 июля 1941) — первый татарский актёр-трагик.
- Сахибжамал Гиззатуллина-Волжская (тат. Сәхибҗамал Гыйззәтулла кызы Гыйззәтуллина-Волжская 15 февраля 1892, Казань — 6 апреля 1974 Чистополь) — татарская российская и советская актриса и режиссёр.
- Карим Галиевич Тинчурин (тат. Кәрим Тинчурин; 15 сентября 1887, Таракановка, Пензенская губерния — 15 ноября 1938, Казань) — татарский писатель, актёр, драматург и прозаик, один из основоположников профессионального татарского театра и драматургии.
- Зайни Губайдуллович Султанов (настоящее имя Сулейманов Зайнелгабидин Губайдуллович, тат. Зәйнелгабидин Гобәйдулла улы Сөләйманов; 17 января 1892, Астрахань, Российская империя — 5 мая 1952, Казань, РСФСР, СССР) — советский татарский актёр, режиссёр. Один из основателей татарского театра. Народный артист ТАССР (1939). Заслуженный артист РСФСР (1940).

### 1936 год
- Фёдор Васильевич Григорьев (1890—1954) — русский советский актёр театра и кино. Народный артист РСФСР (1945)[3]. Лауреат двух Сталинских премий (1948, 1949).

### 1939 год
- Халил Галеевич Абжалилов (тат. Xəlil Ğali uğlı Əbcəlilev, Хәлил Гали улы Әбҗелилев) (1896—1963) — советский татарский актёр, театральный режиссёр. Народный артист СССР (1957).
- Марьям Маннановна(Габдельмановна) Рахманкулова  (тат. Мәрьям Габдельман кызы Рахманкулова; 20 ноября 1901, Казань — 8 февраля 1990) — советская оперная певица (меццо-сопрано), композитор[4]. Народная артистка ТАССР (1944). Заслуженная артистка РСФСР (1950). Народная артистка РСФСР (1957).
- Сулейманова Гульсум (Уммугульсум) Нурмухаметовна  (тат. Өммегөлсем Нурмөхәммәт кызы Сөләйманова; 1907 г.— 1968 г.) — певица, народная артистка Татарской АССР (1957 г.).
- Сара Садыкова (Сара Гарифовна Садыкова, тат. Sara Ğarif qızı Sadıyqova, Сара Гариф кызы Садыйкова; 1 ноября 1906, Казань — 7 июня 1986, там же) — татарский композитор, актриса и певица. Была первой женщиной — профессиональным композитором среди татар.
- Екатерина Георгиевна Ковелькова (1876—1963) — русская и советская оперная певица (контральто и меццо-сопрано) и педагог.
- Арапова Нафига Мухамматгалимовна (тат. Нәфига Мөхәммәтгалим кызы Арапова; 1900-1943) - актриса.

### 1944 год
- Фахри Хусаинович Насретдинов (тат. Фәхри Хөсәен улы Насретдинов) (1911—1986) ― певец (лирический тенор), солист Татарского театра оперы и балета имени Мусы Джалиля,  народный артист Татарской АССР (1950), народный артист РСФСР (1957), лауреат Республиканской премии имени Габдуллы Тукая (1959).
- Гай Хаджиевич Тагиров (тат. Гайнулла Хаҗимөхәммәт улы Таhиров; 8 января 1907 года, Анжеро-Судженск — 16 сентября 1995 года, Казань) — артист балета, этнограф, хореограф, педагог. Балетмейстер Татарского театра оперы и балета (1928—1933). Народный артист Татарской АССР[5].
- Дмитрий Андреевич Дросси (1900-1965) — театральный режиссёр, заслуженный артист РСФСР (1959)

### 1945 год
- Анна Фёдоровна Гацулина (тат. Анна Фёдор кызы Гацулина; 22 сентября (2 ноября) 1910, Царицын, Царицынский уезд, Саратовская губерния, Российская империя — 7 июля 2004, Казань, Республика Татарстан, Российская Федерация) — советская артистка балета, педагог.
- Феодосия Александровна Дембицкая (1901 — 2002) — советская и российская актриса; Заслуженная артистка РСФСР (1953), Народная артистка РСФСР (1960). (1945)
- Мунира Закировна Булатова (тат. Мөнирә Закир кызы Булатова; 19 мая 1914, Архангельск, Российская империя — 31 мая 2011, Казань) — советская, татарская оперная певица (меццо-сопрано)[4], педагог, солистка Татарского театра оперы и балета имени Мусы Джалиля[4].  Народная артистка РСФСР (1957).
- Усман Гафиятович Альмеев (тат. Усман Гафият улы Әлмиев) (1915—2011) ― советский татарский певец (лирический тенор), солист Татарского театра оперы и балета имени Мусы Джалиля, солист Татарской филармонии имени Габдуллы Тукая, народный артист Татарской АССР

### 1948 год
- Фуад Ибрагимович Халитов (1909—1981) — советский татарский актёр театра. Народный артист СССР (1975).

### 1950 год
- Рашид Вагапович Вагапов (тат. Рәшит Ваһап улы Ваһапов; 7 мая 1908 года, д. Актуково, Сергачский уезд, Нижегородская губерния — 14 декабря 1962 года, Казань, Татарская АССР, РСФСР) — татарский певец, один из самых ярких исполнителей в татарской музыкальной культуре.  народный артист Татарской АССР (1968).

### 1953 год
- Нинель Даутовна Юлты́ева (тат. Нинель Давыт кызы Юлтыева) (1926 — 2014) — советская балерина, педагог, хореограф.  Народная артистка РСФСР (1957). Народная артистка Республики Татарстан (1996). Народная артистка Республики Башкортостан (1995).

### 1954 год
- Николай Сергеевич Провоторов (1918—1975) — советский театральный актёр. Народный артист РСФСР (1971). Лауреат Государственной премии РСФСР им. К. С. Станиславского (1971).

### 1956 год
- Азат Зиннатович Аббасов (тат. Азат Зиннәт улы Аббасов; 19 января 1925, Елабуга, Татарская ССР — 11 октября 2006, Казань, Татарстан) — татарский, советский оперный певец (лирико-драматический тенор). Народный артист СССР (1977).
- Венера Гареевна Шарипова — (тат. Венера Шәрипова; 27 декабря 1927—1989) — оперная певица (лирико-колоратурное сопрано). Народная артистка ТАССР (1964). Народная артистка РСФСР (1970). Солистка Татарского театра оперы и балета им. М. Джалиля[4].
- Аполлонов Борис Алексеевич - певец (баритон). Заслуженный артист РСФСР (1957).

### 1957 год
- Айрат Гареевич Арсланов (тат. Айрат Гәрәй улы Арсланов 10 апреля 1928 — 23 апреля 2010) — советский и российский актёр, мастер художественного слова, диктор. Заслуженный артист РСФСР, народный артист РСФСР, член Союза театральных деятелей РФ.

### 1960 год
- Шаукат Хасанович Биктемиров (тат. Шәүкәт Хәсән улы Биктимеров; 1928—2012) — советский и татарский актёр. Народный артист СССР (1977). Лауреат Государственной премии РСФСР им. К. С. Станиславского (1979) и Республиканской премии имени Габдуллы Тукая (1967).
- Идеал Давлетович Ишбуляков (1926—1998) — певец (драматический тенор), народный артист Татарской АССР (1968), заслуженный артист РСФСР (1978). (1960)
- Гета Фаридовна Баширова (31 мая 1939, Ленинабад — 4 января 1991, Москва) — советская артистка балета, танцовщица.

### 1962 год
- Альфия Авзаловна Авзалова  (тат. Әлфия Афзал кызы Авзалова; 15 января 1933 — 15 июня 2017) — советская и российская татарская певица, солистка Татарской филармонии.

### 1969 год
- Эмиль Усманович Заляльдинов, другой вариант фамилии — Залялетдинов (тат.  Эмиль Усман улы Җәләлетдинов, 2 июля 1933 года, Самарканд) — татарский певец, народный артист Татарской АССР (1973), заслуженный артист РСФСР (1982).

### 1972 год
- Нелли Хакимовна Гареева (тат. Наиля Хәким кызы Гәрәй; род. 18 ноября 1940 года, Казань) — актриса, педагог, Заслуженная артистка Российской Федерации (2010), Народная артистка Татарской АССР (1976), Лауреат Республиканской премии имени Габдуллы Тукая (1966).[6]
- Наиль Дунаев(настоящее имя: Николай Иванович Дунаев) — российский актёр и театральный педагог. Ведущий артист Татарского государственного академического театра имени Г. Камала. (1972)

### 1973 год
- Исламия Идиатулловна Махмутова (1 декабря 1939 г. д. Верхнее Алькеево Алькеевского района ТАССР — 3 декабря 2019 года) — народная артистка Татарской АССР (1981), заслуженная артистка РСФСР (1987), лауреат премии «Тантана» (2011).[7]

### 1974 год
- Азгар Шафикович Шакиров — актёр театра и кино, народный артист РСФСР.[8]

### 1976 год
- Ирина Сергеевна Бржевская (27 декабря 1929, Москва, СССР — 17 апреля 2019[9], Москва, Россия) — советская и российская эстрадная певица, сопрано. Окончила ГИТИС по специальности «артистка театра музыкальной комедии». Заслуженная артистка РСФСР (1978). Награждена Орденом Почёта. Лауреат фестиваля эстрадной песни в Дрездене (1964).
- Дамира Назмизяновна Кузаева (16 мая 1948 г., д. Тунгук Бардымского района Пермской области — 20 декабря 1993 г., г. Альметьевск) — народная артистка ТАССР (1984), лауреат Республиканской премии имени Габдуллы Тукая (1979).

### 1977 год
- Геннадий Иванович Васько  (укр. Геннадій Іванович Васько; род. 1941) — советский и украинский оперный певец (тенор).
- Владимир Васильевич Праченко (21 января 1937, Алексеевка, Воронежская область[10] — 29 августа 2013, Казань) — советский и российский трубач и музыкальный педагог, солист оркестра Татарского государственного академического театра оперы и балета имени М. Джалиля, симфонического оркестра Татарской государственной филармонии, оркестра ГТРК «Татарстан», доцент Казанской консерватории и преподаватель ССМШ-колледжа при Казанской консерватории, народный артист Татарской АССР.

### 1979 год
- Владимир Алексеевич Серебряков (8 марта 1914, Нижний Новгород, Российская империя — 10 июня 1998, Казань, Россия) — советский и российский альтист, саксофонист, джазмен, аранжировщик, квартетист, музыкальный педагог. Один из создателей в 1930-х в Харбине знаменитого джаз-оркестра (ныне - Государственный камерный оркестр джазовой музыки) под руководством Олега Лундстрема.

### 1980 год
- Григорий Зельманович Ройтфарб (род. 7 ноября 1937, Житомир) — советский украинский, российский, израильский тромбонист; педагог, профессор; народный артист ТАССР (1987).

### 1986 год
- Шамиль Масгутович Бариев (тат. Шамил Мәсгуть улы Бариев 1950—1994) — популярный актёр театра и кино. Заслуженный артист Татарской АССР (1986). Лауреат республиканской Премии имени Мусы Джалиля (1988). Ведущий актёр Татарского государственного академического театра им. Г. Камала, театральный педагог, режиссёр, общественный деятель.

### 1987 год
- Хамдуна Саитгалиевна Тимергалиева (тат. Хәмдүнә Сәетгали кызы Тимергалиева; 24 мая 1949, Кутлиярово, Бураевский район, Башкирская АССР, РСФСР, СССР — 14 сентября 2020, Казань, Республика Татарстан, Российская Федерация) — татарская певица, народная артистка Республики Татарстан (1991), народная артистка Республики Башкортостан (2020).

### Н/Д
- Зулейха Гатаулловна Хисматуллина  (тат. Зөләйха Гатаулла кызы Хисмәтуллина, (22 ноября 1922, Казань — 1994, Казань) — певица, солистка Татарского театра оперы и балета имени Мусы Джалиля, педагог, профессор, заведующая кафедрой сольного пения Казанской консерватории. Народная артистка РСФСР(1966). Народная артистка Республики Татарстан (1992).
- Ахметзянов Шамиль Сабирович(тат. Шамил Сабир улы Әхмәтҗанов, (7 марта 1941 год, Смак-Корса — 1994, Казань) - певец, Народный артист Татарской АССР (1985).